# La Tour Montparnasse infernale
La Tour Montparnasse infernale è un film del 2001 diretto da Charles Nemes con protagonisti Èric Judor e Ramzy Bedia.

## Trama
Un lavavetri parigino chiamato Èric che lavora alla Tour Montparnasse affiancato dal suo compagno Ramzy, scorge attraverso la finestra dell'edificio la bella Marie-Joëlle (che si chiama in realtà Stéphanie), di cui si innamora perdutamente. 
Quella stessa notte, quando il palazzo è completamente vuoto dai suoi occupanti, una banda di malfattori guidata da Michel Vignault irrompe nella struttura prendendo in ostaggio la famiglia di Stéphanie insieme ad essa, obbligandoli ad aprire la cassaforte contente il denaro. Dopo ciò, si scopre che tutta la rapina è opera della stessa Stéphanie, che trama vendetta nei confronti di suo zio che ha sempre odiato e disprezzato. Dopo aver visto la scena, Ramzy è inizialmente scioccato ed intenzionato a scappare, tuttavia Èric, che sembra non aver capito la gravità della situazione, vuole a tutti i costi salvare Stéphanie credendola in pericolo. Ramzy, nonostante controvoglia, affiancherà Èric in quest'importante missione.
Dopo aver involontariamente ucciso uno scagnozzo di Vignault, Èric scambia una mano trovata nella sua borsa per un portafortuna cinese, non al corrente del fatto che quell'oggetto servisse ai criminali per aprire la cassaforte. 
In seguito ad una serie di eventi in cui Ramzy ed Èric sono comunque affiancati da un irripetibile fortuna e nonostante una serie di errori, i due riescono a far deviare l'elicottero con a bordo i malviventi impedendo la morte di Stéphanie. Alla fine la donna partirà da sola ma, a causa di una sbadataggine dei due protagonisti, non potrà più utilizzare i soldi recuperati.

## Distribuzione
Il film è in Francia il 28 marzo 2001 e successivamente in Belgio, Russia, Kazakistan, Ungheria, Kuwait, Norvegia, Giappone, Svezia, Germania, Polonia e Canada. In Italia è inedito.

## Accoglienza
Su IMDb il film è stato accolto con 5,7/10.

## Prequel
La pellicola ha avuto un prequel uscito nel 2016 e intitolato La Tour de contrôle infernale.